# دوارتي دوارتي
دوارتي دوارتي (27 أغسطس 1987 في البرتغال - ) هو لاعب كرة قدم برتغالي في مركز الهجوم. لعب مع نادي باسوش دي فيريرا ونادي جل فيسنتي ونادي فارزيم وU.D. Oliveirense ‏ وVilaverdense FC ‏.

## روابط خارجية
- دوارتي دوارتي على موقع Soccerway.com (الإنجليزية)